# Obří černá díra

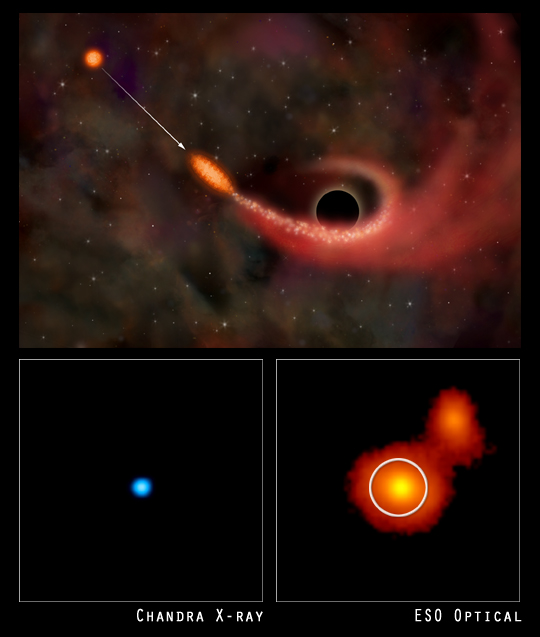
Nahoře: umělecké ztvárnění vtahování materiálu obří černou dírou ze sousední hvězdy.
Dole: pravděpodobná zobrazení obří černé díry v galaxii RXJ 1242-11. Vlevo: rentgenové záření, vpravo: viditelné světlo.

Obří černá díra (též galaktická černá díra, černá veledíra či supermasivní černá díra) je černá díra o hmotnosti mezi 105 a 1010 slunečních hmotností. Většina galaxií včetně Mléčné dráhy obsahuje obří černé díry ve svých středech.
Kromě obřích jsou známé ještě hvězdné, střední a prvotní černé díry.

## Porovnání s lehčími černými děrami
Obří černé díry mají menší hustotu než menší černé díry. Ta může být dokonce nižší než je hustota vzduchu. Poloměr černé díry je přímo úměrný k její hmotnosti. Černá díra je kulovitý objekt ohraničený horizontem událostí, její objem vzrůstá s třetí mocninou její hmotnosti. Hustota se vypočítá jako podíl hmotnosti ku objemu tělesa, takže se vzrůstající hmotností se hustota černé díry snižuje.
Obří černé díry mohou vznikat přímým kolapsem.
Slapová síla obří černé díry v blízkosti jejího horizontu událostí je výrazně menší než u lehčí černé díry. Pozorovatel na horizontu událostí bude ve větší vzdálenosti od bodu singularity než u lehčí černé díry, proto na něj v tom bodě nebudou působit tak velké slapové síly.
Obří černé díry mají ale daleko větší vliv na objekty ve svém okolí než „běžné“ černé díry, a to díky své mnohonásobně vyšší hmotnosti.